# 7. lipnja
7. lipnja (7. 6.) 158. je dan godine po gregorijanskom kalendaru (159. u prijestupnoj godini).
Do kraja godine ima još 207 dana.

## Događaji
- 879. – Ivan VIII. priznao je Hrvatskoj samostalnost pod vlašću kneza Branimira.
- 1099. – počela opsada Jeruzalema.
- 1494. – Španjolska i Portugal potpisale sporazum po kojem Novi svijet dijele između te dvije zemlje.
- 1654. – Luj XIV Burbon, "Kralj Sunce" okrunjen za francuskog kralja.

- 1692. – Port Royal u Jamajci pogodio katastrofalan potres u kojem je 1600 ljudi poginulo, a više od 3000 ozlijeđeno.
- 1832. – preko irskih doseljenika, Azijska kolera došla u Kanadu i ubila oko 6000 ljudi.
- 1863. – Mexico city zauzele su francuske trupe.
- 1905. – Norveška raskinula uniju sa Švedskom.

- 1914. – otvoren je Panamski kanal.
- 1929. – Vatikan postaje država.
- 1942. – Mitropolit Germogen ustoličen je za patrijarha Hrvatske pravoslavne crkve.
- 1945. – norveški kralj Haakon VI. vratio se s obitelji u Oslo nakon 5 godina egzila.
- 1948. – Predsjednik Čehoslovačke Edvard Beneš dao je ostavku protiveći se komunističkom puču.
- 1981. – Priscilla Presley otvorila Graceland za javnost. Operacija Opera – izraelski borbeni zrakoplovi uništili su nuklearni reaktor Osirak u Iraku.
- 1992. – počela zajednička akcija HV-a i HVO-a "Lipanjske zore".

| - 1529. – Étienne Pasquier, francuski odvjetnik († 1615.) - 1761. – John Rennie, škotski inženjer († 1821.) - 1831. – Amelia Edwards, engleska egiptologinja († 1892.) - 1848. – Paul Gauguin, francuski slikar i grafičar († 1903.) - 1879. – Knud Rasmussen, grenlandski istraživač († 1932.) - 1886. – Henri Coandâ, rumunjski pionir aerodinamike († 1972.) - 1888. – Josip Badalić, slavist, rusolog i književni kritičar († 1985.) - 1889. – Frank Duff, irski katolički aktivist († 1980.) - 1896. – Imre Nagy, mađarski političar († 1958.) - 1904. – Vladimir Gortan, istarski antifašist († 1929.) - 1917. – Dean Martin, američki glumac († 1995.) - 1927. – Ivan Focht, hrvatski filozof († 1992.) - 1945. – Wolfgang Schüssel, austrijski kancelar - 1948. – Ratko Rudić, hrvatski vaterpolski trener - 1952. – Orhan Pamuk, turski pisac - 1952. – Liam Neeson, sjevernoirski glumac - 1957. – Juan Luis Guerra, dominikanski pjevač - 1958. – Prince, američki glazbenik i kantautor († 2016.) - 1960. – Marina Nemet, hrvatska glumica († 2010.) - 1965. – Dragan Primorac, hrvatski znanstvenik i političar - 1981. – Ana Kurnjikova, ruska tenisačica - 1990. – Iggy Azalea, australsko-američka reperica, spisateljica tekstova i model - 1992. – Franka Batelić, hrvatska pjevačica | - 1394. – Ana Češka, engleska kraljica (* 1366.) - 1826. – Joseph von Fraunhofer, njemački fizičar (* 1787.) - 1843. – Friedrich Hölderlin, njemački književnik (* 1770.) - 1866. – Seattle, indijanski poglavica (* 1780.) - 1899. – Josip Fon, hrvatski liječnik (* 1846.) - 1933. – Dragutin Domjanić, hrvatski pjesnik (* 1875.) - 1936. – Stjepan Seljan, hrvatski istraživač (* 1875.) - 1937. – Jean Harlow, američka glumica (* 1911.) - 1945. – Mile Budak, hrvatski političar, odvjetnik, prozaik, romanopisac i novelist, (* 1889.) - 1945. – Nikola Mandić, hrvatski političar i odvjetnik (* 1869.) - 1954. – Alan Turing, britanski matematičar (* 1912.) - 1966. – Jean Arp, francuki kipar i slikar (* 1887.) - 1967. – Dorothy Parker, američka književnica (* 1893.) - 1970. – E. M. Forster, engleski pisac (* 1897.) - 1980. – Henry Miller, američki književnik (* 1891.) - 1993. – Dražen Petrović, hrvatska košarkaš (* 1964.) - 2012. – Josip Klima, hrvatski violinist i glazbeni pedagog (* 1927.) - 2015. – Christopher Lee, engleski glumac (* 1922.) - 2018. – Željko Brkanović, hrvatski skladatelj, dirigent, pijanist i glazbeni pedagog (* 1937.) |

## Blagdani i spomendani
- Dan grada Nina
- Dan hrvatske diplomacije